# Helden

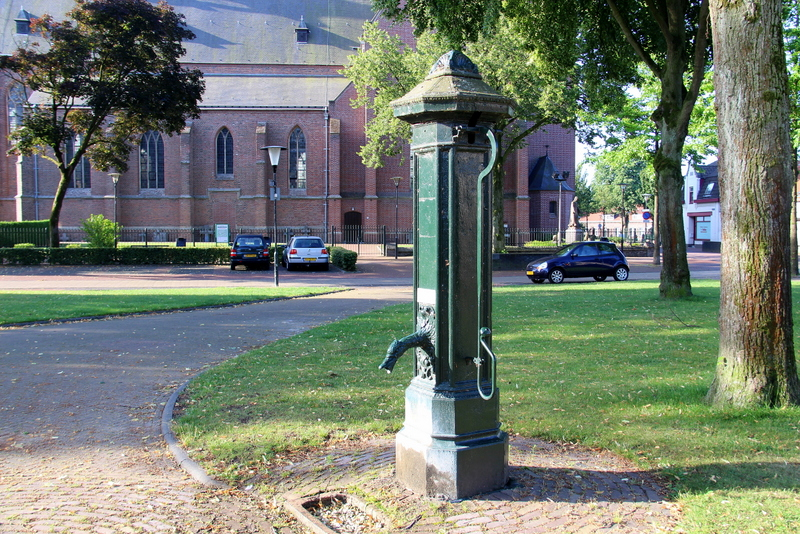
Vattenpumpen vid kyrkan.

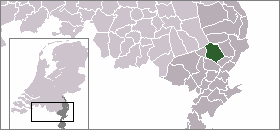
Heldens läge

Helden är en historisk kommun i provinsen Limburg i Nederländerna. Kommunens totala area är 69,22 km² (där 0,10 km² är vatten) och invånarantalet är på 19 617 invånare (2005).